# Luis de Lucena

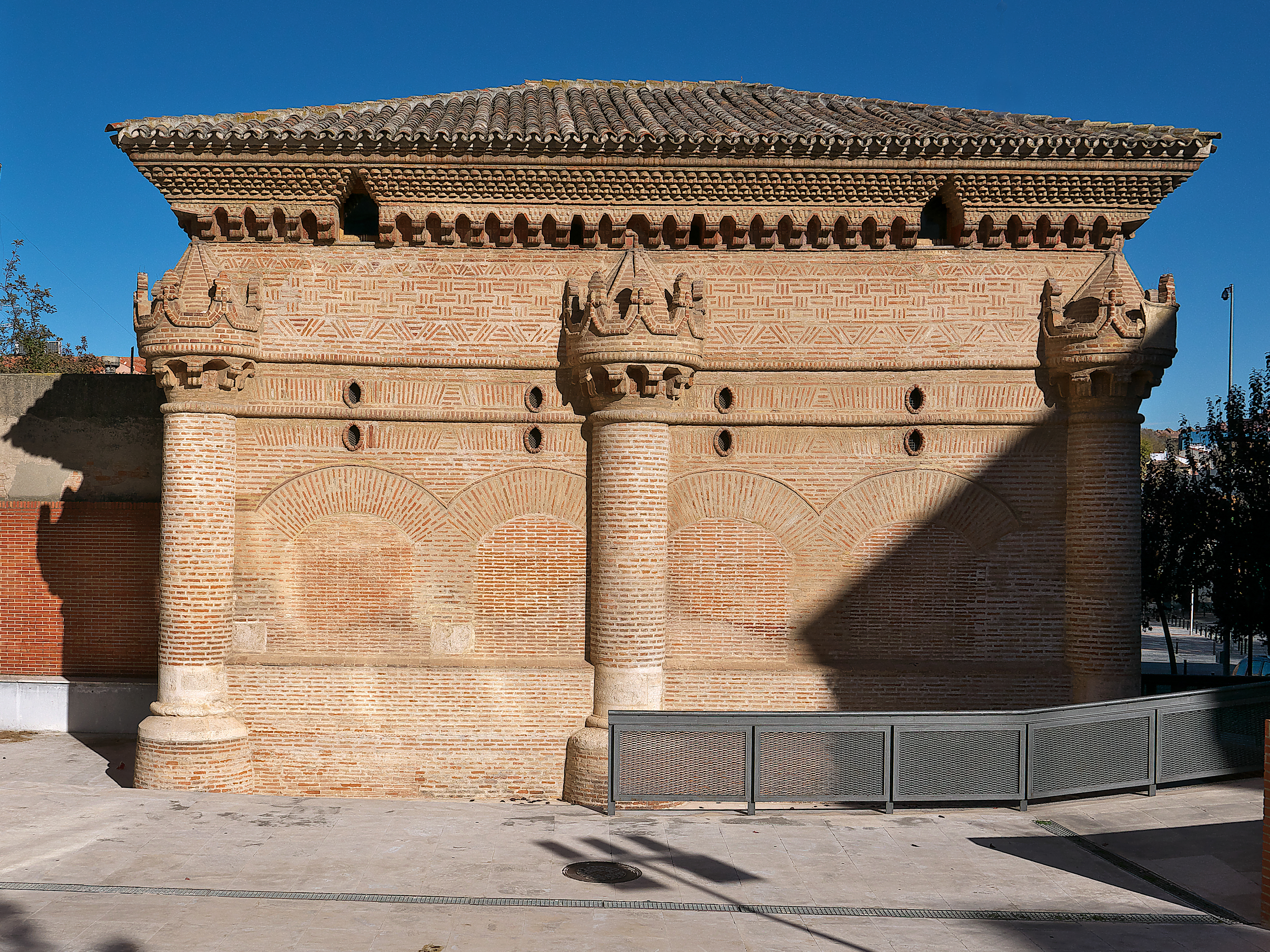
Chapelle funéraire dédiée à l'érudit à Guadalajara.

Luis de Lucena, latinisé en Ludovicus Lucenius (Guadalajara (Espagne), 1491-Rome, 1552), est un clerc et médecin humaniste espagnol, considéré comme un pionnier de l'épigraphie et de l'archéologie classique.

## Biographie
Il grandit à Guadalajara puis, se destinant à la prêtrise, étudia la théologie à Alcalá de Henares, mais devint docteur en médecine à Montpellier. Redoutant la persécution des érasmiens (entre 1520-1525), il s'établit à Toulouse pour y exercer comme praticien. Il composa un traité sur la peste en 1523, qui annonce la médecine préventive et l’hygiène.
Après un premier voyage en Italie, il s'établit définitivement à Rome en 1540. Il y fréquentait le cercle du cardinal Colonna, regroupant plusieurs humanistes espagnols, entre autres Páez de Castro de Quer, dont il fut un ami proche. Il était également lié à l'espagnol Sepúlveda et à l’érudit Diego de Neila, avec lequel il amenda et édita le Bréviaire du cardinal Quiñones à la demande du pape Clément VII.

## Œuvres
Avant de partir pour l’étranger, Lucena avait parcouru toute l’Espagne en quête d’antiquités romaines. Il avait mis au jour des pierres gravées dont il compila en Italie les inscriptions, dans un recueil intitulé Inscriptiones aliquot collectæ ex ipsis Saxis a Ludovico Lucena, Hispano Médico. Ce livre intégra dès 1546 les archives du Vatican, où don Francisco Cerdá y Rico l’exhuma à la fin du XVIIIe siècle : il en transmit alors une copie à l’Académie royale d'Histoire de Madrid. Ambrosio de Morales fait état de cette activité d’archéologue avant l’heure dans ses Antigüedades de España. Ignazio Danti et Guillaume Philandrier, de l’academia Colonna, louent également ses recherches érudites sur les monuments anciens ; Philandrier, dans la préface à ses Annotationes in Vitruvium, le proclame « le juge le plus expert de l’œuvre [de Vitruve]. » Lucena était aussi considéré comme un expert par le Siennois Claudio Tolomei, fondateur de l’Accademia della Virtù ou académie vitruvienne, qui préfigura l’Académie des virtuoses au Panthéon. Lucena exposa dans cette assemblée les doctrines des Anciens sur la duplication du cube.
Médecin attitré du Vatican, il aurait, selon Antonio de Agustín (autre espagnol de la Cour de Rome), soigné le pape Jules III pour une rage de dents. Lucena s'éteignit au mois d'août 1552, dans son domicile romain de la Cité léonine, près du Champ de Mars. Il fut inhumé dans l'église Notre-Dame du Peuple, bien que selon ses dispositions testamentaires il eût désiré que ses cendres soient transférées dans une chapelle de Guadalajara.